# Santa Terezinha (Coronel Fabriciano)
Santa Terezinha ou Santa Terezinha I é um bairro do município brasileiro de Coronel Fabriciano, no interior do estado de Minas Gerais. Localiza-se no distrito-sede, estando situado no Setor 1. De acordo com o Instituto Brasileiro de Geografia e Estatística (IBGE), em 2010 sua população era de 1 712 habitantes.
O bairro foi criado na década de 1960, após o loteamento da área, que pertencia até então ao ex-prefeito fabricianense Rubem Siqueira Maia. No final da década de 80, foi construída a igreja que leva o nome do núcleo residencial, também dedicada à Santa Teresinha. Assim, o templo passa a representar um dos marcos da localidade, sendo ocasionalmente palco de atividades e eventos voltados à população.

## História
Na foz do ribeirão Caladão, em meados do século XIX, havia um movimento associado à presença de um pequeno porto, onde eram embarcadas mercadorias e pessoas rumo a povoamentos vizinhos por meio do rio Piracicaba. No final da década de 1910, com a locação da Estrada de Ferro Vitória a Minas (EFVM) e da Estação do Calado, observa-se um desenvolvimento populacional em função do estabelecimento de trabalhadores naquela área, dando origem à atual região central de Coronel Fabriciano.
A área onde está situado o bairro Santa Terezinha, assim como a do vizinho Santa Terezinha II e da região compreendida pelos bairros Aldeia do Lago e Mangueiras, pertenceu posteriormente ao médico Rubem Siqueira Maia, que também fora primeiro prefeito de Coronel Fabriciano. As terras faziam parte da chamada Fazenda Santa Terezinha, cuja denominação foi dada por Rubem e sua nora, Idalina Winter, em referência à santa de mesmo nome. O local foi loteado em 1964 pela Imobiliária Santa Terezinha, de propriedade da família Maia, dando origem aos bairros.
Na década de 1980, com o núcleo urbano já consolidado, foram iniciados os movimentos a favor da construção de uma capela, dada a efervescência dos grupos de reflexão locais que se reuniam nas casas. Dessa forma, um terreno foi cedido pela prefeitura sob influência de um abaixo assinado e a igreja foi construída em 1988, mediante esforços e lucro obtidos pela comunidade em barraquinhas e mutirões, além de doações realizadas por empresas locais. O então pároco padre Élio Ataíde doou as cadeiras para o templo, que duas décadas depois passou por reformas e foi reinaugurado em 2014.

## Geografia e demografia

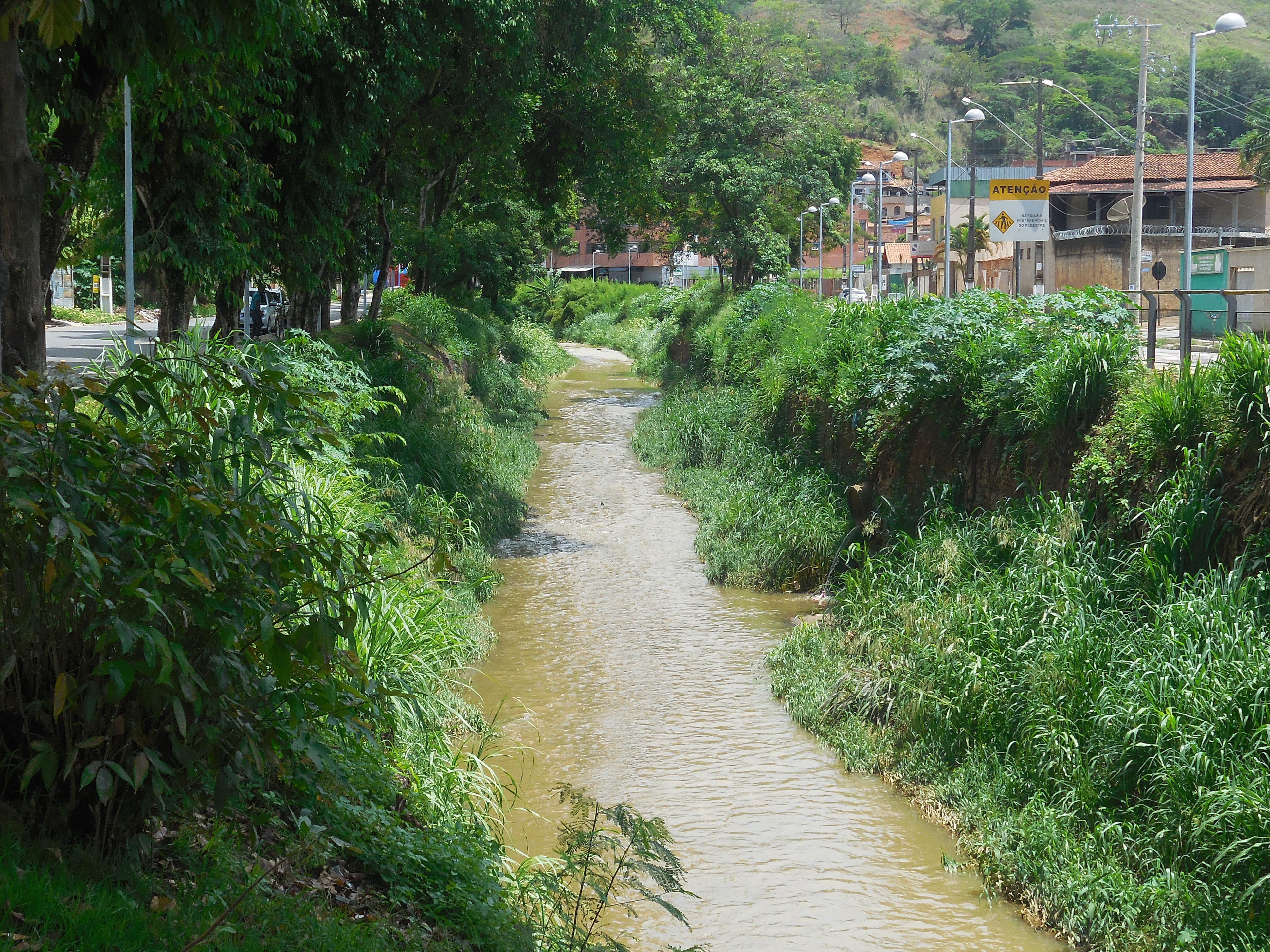
Ribeirão Caladão entre os bairros Santa Helena e Santa Terezinha

O bairro Santa Terezinha está localizado a sul da zona urbana de Coronel Fabriciano. Abrange o local onde o ribeirão Caladão deságua no rio Piracicaba e, apesar do bairro ser banhado pelos mananciais, não são comuns enchentes nestes trechos, visto que quando o ribeirão está cheio a água acumulada escoa para o Piracicaba. A arborização é razoável, em especial na Avenida Julita Pires Bretas, que é composta por duas vias paralelas cortadas pelo Caladão, que também divide os bairros Santa Terezinha e Santa Helena. Na parte alta, ocasionalmente ocorrem deslizamentos de terra em áreas situadas à beira de encostas.
Embora a prefeitura reconheça o Santa Terezinha I e o vizinho Santa Terezinha II como bairros independentes pela divisão em setores, o Instituto Brasileiro de Geografia e Estatística (IBGE) considera os dois como um único bairro. Em 2022, a população dos dois juntos foi estimada pelo IBGE em 4 552 habitantes e havia 1 700 domicílios particulares permanentes ocupados. Em 2010, havia 1 712 moradores e 560 domicílios particulares somente no Santa Terezinha I. Com relação às práticas religiosas, a Igreja Santa Teresinha representa a sede da comunidade católica local, que está subordinada à Paróquia São Sebastião.

## Infraestrutura e lazer

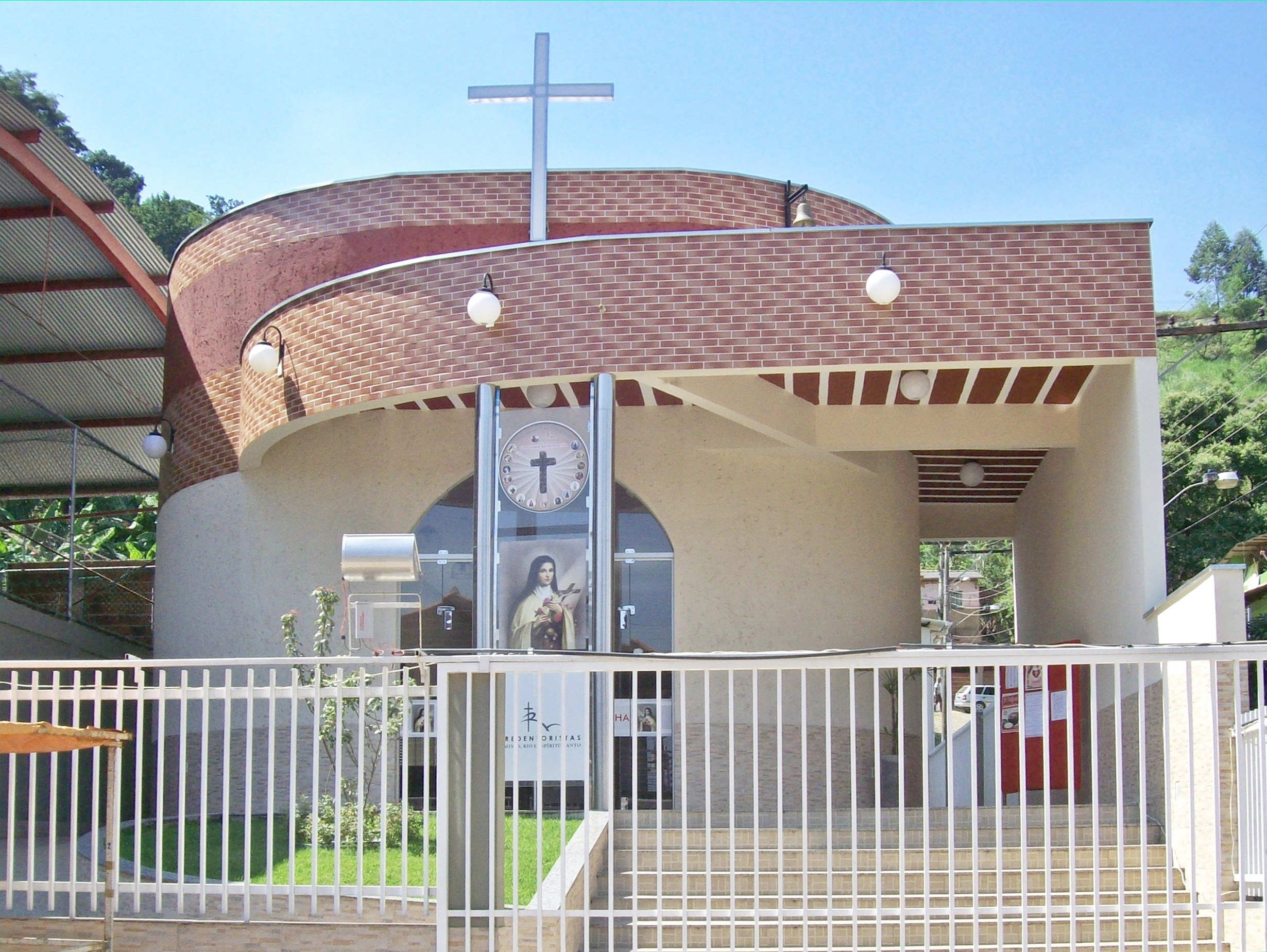
Igreja Santa Teresinha, que foi reinaugurada em maio de 2014.

O serviço de abastecimento de água é feito pela Companhia de Saneamento de Minas Gerais (Copasa), enquanto que o abastecimento de energia elétrica é de responsabilidade da Companhia Energética de Minas Gerais (Cemig), sendo que 100% da população possui acesso à rede elétrica. Há disponibilidade de escolas e unidades de saúde nos bairros vizinhos e na região central da cidade. No interior do bairro não transitam ônibus de linha, exceto nas avenidas Rubem Siqueira Maia e Julita Pires Bretas, por onde passam algumas linhas urbanas e interurbanas, porém o núcleo residencial está a poucos metros das ruas por onde os ônibus do transporte público circulam no Centro de Fabriciano.
A Igreja Santa Teresinha configura-se como um dos principais marcos do bairro Santa Terezinha. A comunidade católica organiza eventualmente atividades de lazer voltadas à população, que incluem barraquinhas com comidas típicas e espetáculos musicais, além de ceder espaço para campanhas e eventos. Cabe ser ressaltada a Festa de Santa Teresinha, comemorada anualmente em outubro com procissões, missas e celebrações especiais e uma novena em referência à padroeira da comunidade, além de shows. A dupla de cantoras Leslie e Laurie, que se apresentou pela primeira vez no coral da igreja em 2008, destaca-se em apresentações musicais pela cidade e região e em 2016, com as garotas com 14 e 12 anos, respectivamente, foi uma das finalistas da primeira temporada da edição brasileira do The Voice Kids, talent show promovido pela TV Globo.
Vizinha à igreja encontra-se a Quadra Poliesportiva Paulo Paulino Ribeiro, reestruturada pela prefeitura em 2008 e cujo nome referencia um morador que desenvolveu trabalhos sociais e esportivos no núcleo residencial e criou o Náscoli, time de futebol amador local. Na parte mais alta do bairro foi erguida uma imagem de 9 metros de altura da Divina Misericórdia, que é possível ser avistada de várias regiões do Centro de Fabriciano e foi instalada pela Paróquia São Sebastião em 2013.